# Matovu
Matovu är ett periodiskt vattendrag i Burundi.   Det ligger i provinsen Kirundo, i den norra delen av landet, 150 kilometer nordost om huvudstaden Bujumbura. Matovu ligger vid sjön Lac Kanzigiri.
Omgivningarna runt Matovu är en mosaik av jordbruksmark och naturlig växtlighet. Runt Matovu är det tätbefolkat, med 308 invånare per kvadratkilometer.